# Dodge Challenger (2008)
La Dodge Challenger III è un'autovettura costruita dalla casa automobilistica statunitense Dodge dal 2008  fino al 22 dicembre 2023.
Terza generazione della omonima muscle car/pony car ad essere prodotta dalla sua introduzione nel 1969 (alla quale si rifà nel design), la produzione è iniziata durante il corso del 2008 dopo più di un quarto di secolo dalla costruzione della seconda generazione, terminata nel 1983.

## Storia

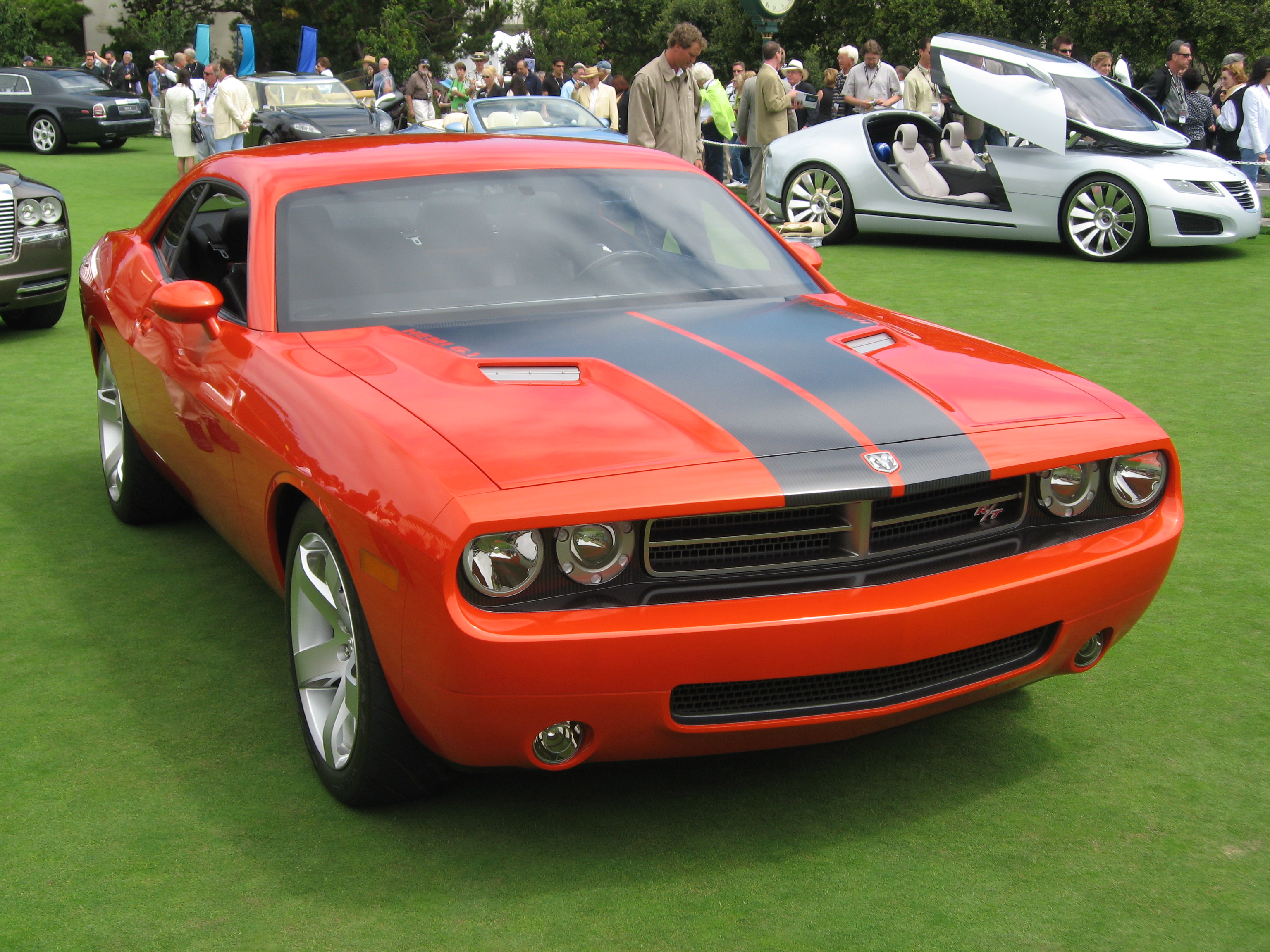
Dodge Challenger Concept

La Dodge ha riproposto la nuova Challenger con linee molto simili a quelle dell'antesignana "muscle" degli anni settanta. La prima idea fu quella di farla entrare in produzione nel 2006, ma questo non è stato possibile. Il nuovo modello avvistato ad ottobre durante le ultime fasi di collaudo e test si strada, è stato annunciato a dicembre 2007 ed è entrato infatti in produzione durante i primi giorni di febbraio 2008 nella versione SRT8, seguita poi dalle versioni R/T con motore V8 da 5.7 litri e la SE con motore da 3.5 litri. Dotata di un V8 Hemi da 6.1 litri che eroga una potenza massima di 430 CV e una coppia motrice di 570 N·m, la nuova Challenger SRT8 può raggiungere i 280 km/h con un'accelerazione 0 a 100 km/h in circa 4,9 secondi.

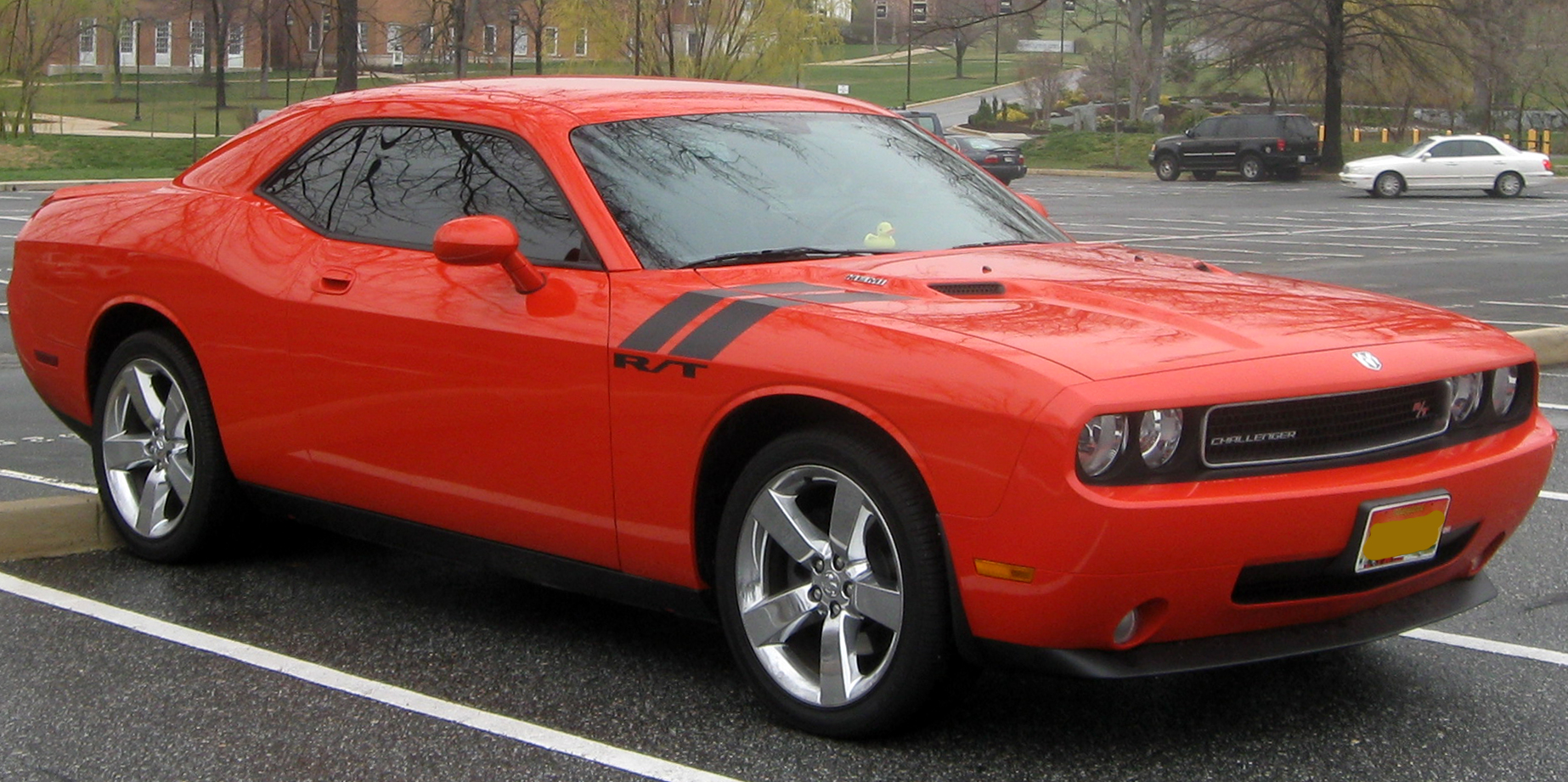
Dodge Challenger R/T

Nel 2010 è stata introdotta la SRT8 392, versione limitata a 1.492 esemplari per il solo mercato nordamericano. La vettura era equipaggiata con un propulsore V8 6.4 HEMI da 477 CV di potenza con 637 Nm di coppia. Tale motore veniva gestito o da un cambio automatico a cinque rapporti con sistema Fuel Saver per disattivare quattro cilindri in condizioni di marcia ottimali o da un Tremec TR-6060 manuale a sei rapporti. Dotata di un nuovo terminale di scarico sportivo Mopar e di un nuovo alettone posteriore, la vettura accelerava da 0 a 100 km/h in 4 secondi.

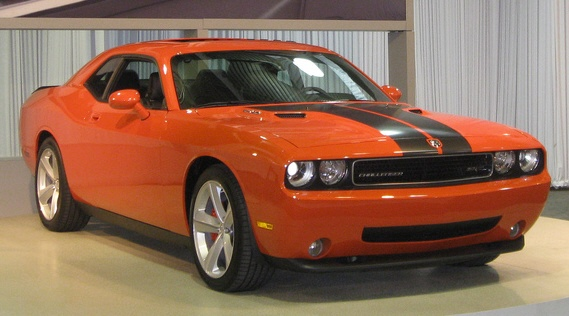
Una Dodge Challenger SRT8

### Restyling 2014
Nell'estate del 2014, la Challenger è stata sottoposta a un importante restyling, presentato al pubblico al New York Auto Show nell'aprile 2014 ed è in produzione dall'estate dello stesso anno.

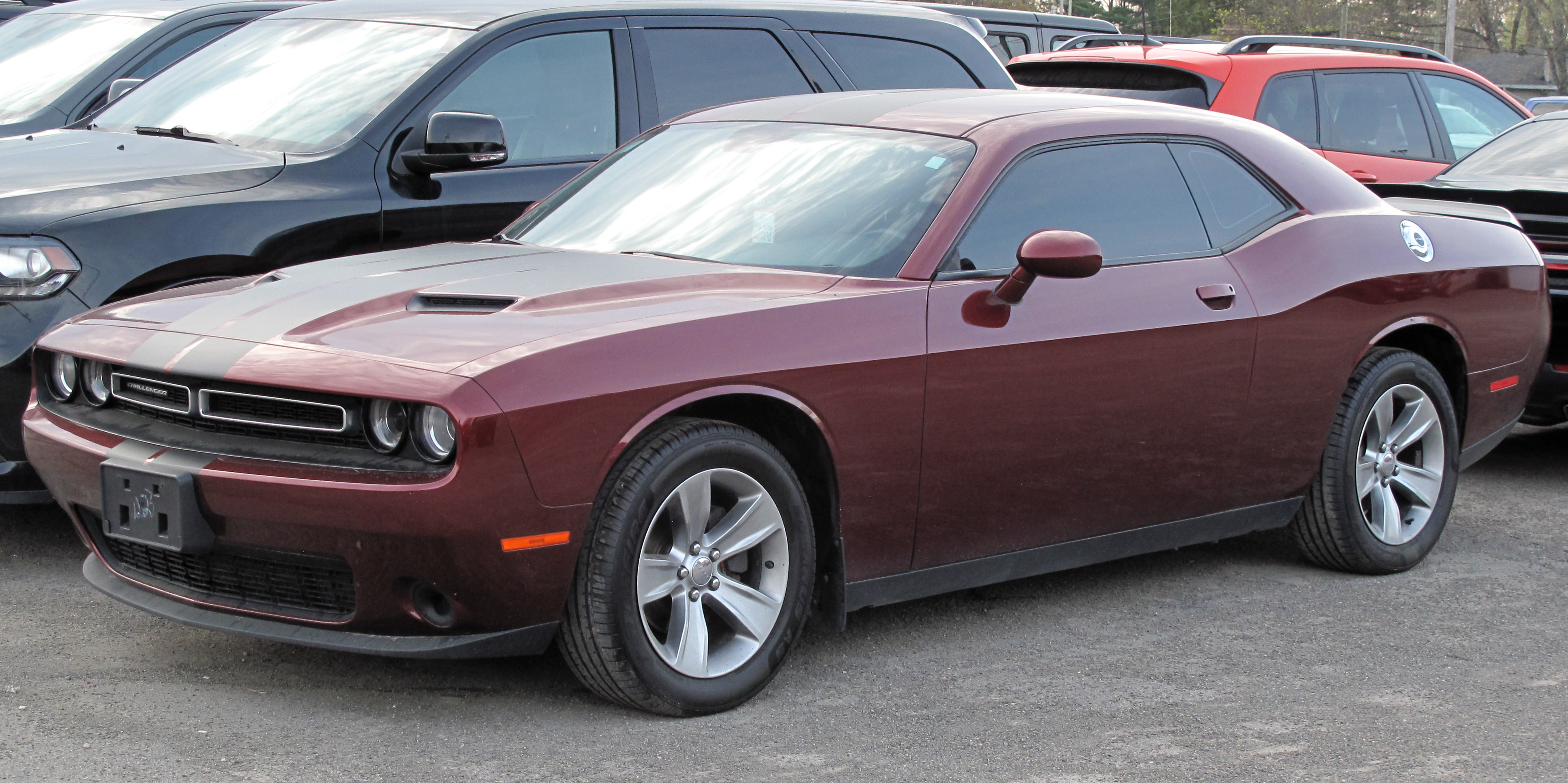
Challenger SXT Restyling

Rispetto alla vedo pre-restyling, che richiamava nel design lo stile dal modello del 1970, il restyling invece si rifà al modello del 1971. Sia la carrozzeria che gli interni sono stati pesantemente rivisti, con una nuova calandra anteriore con fanali più piccoli a LED.
Nel 2015 vengono introdotti i nuovi cambi automatici a 8 marce prodotti dalla ZF Friedrichshafen.
Il motore Pentastar V6 da 227 kW (309 CV) con una cilindrata di 3,6 litri rimane invariato ed equipaggia la base SXT, ma sono stati introdotti nuovi motori V8 rivisti nella meccanica. Il motore del modello R/T ha una cilindrata di 5,7 litri, ma la sua potenza è stata aumentata a 280 kW (381 CV). L'SRT 392 con il motore Hemi V8 da 6,4 litri ora produce 362 kW (492 CV) invece dei precedenti 350 kW. Il nuovo modello di punta è stato l'SRT Hellcat, in cui Dodge ha dotato per la prima volta di serie su un motore Hemi un sistema di sovralimentazione mediante compressore volumetrico. Con una potenza massima di 520 kW (707 CV) e una coppia massima di 881 Nm, è il motore più potente che il gruppo Chrysler abbia mai installato su un'auto di serie.

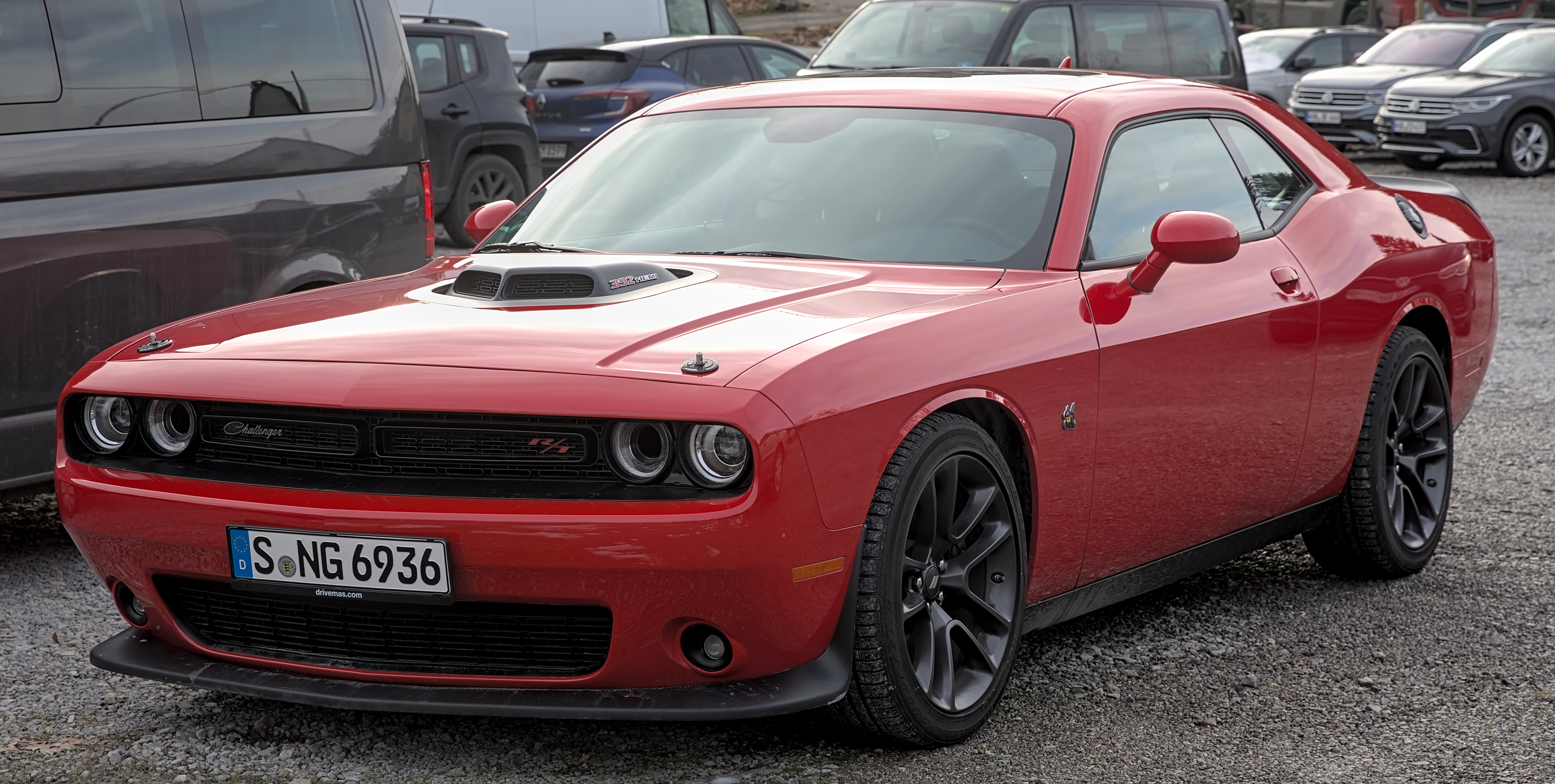
Challenger R/T Restyling

Nell'aprile 2017 al salone di New York è stata presentata una versione ancora più potente, la Dodge Challenger SRT Demon con il V8 sovralimentato da 6,2 litri della Hellcat migliorato e potenziato. Il veicolo è stato appositamente ottimizzato venendo dotato di pneumatici più larghi, paraurti allargati e, secondo i dati ufficiali, completa il quarto di miglio in 9,65 secondi.

## Versioni speciali

### Dodge Challenger Super Stock Concept
Presso il SEMA del 2006, la Dodge ha presentato una versione speciale della Challenger denominata Super Stock Concept. Tale vettura è stata presentata per commemorare il 50º anniversario della creazione del propulsore 392 HEMI e per presentarne la nuova versione 6.4 L.

### Dodge Challenger SRT10 Concept

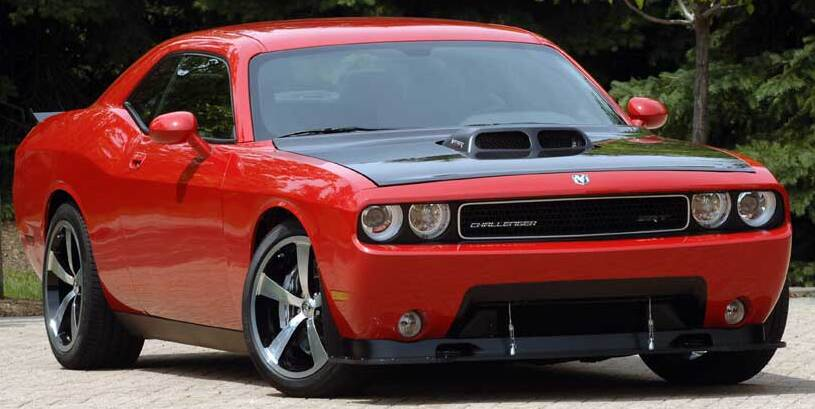
La Dodge Challenger SRT10

Nel 2008 la Dodge ha realizzato una concept della Challenger denominata SRT10. Tale vettura è stata dotata del propulsore 8.4 L V10 da 560 CV in alluminio derivato dalla Dodge Viper. Per contenere il peso, il cofano motore è stato realizzato in fibra di carbonio e modificato con diverse prese d'aria aggiuntive per il motore. Gli ammortizzatori montati sono stati realizzati dalla Bilstein specificatamente per migliorare la guidabilità dell'auto. Gli interni sono stati anch'essi costruiti in carbonio e sono dotati di sedili sportivi.

### Broward County's Dodge Challenger police cars

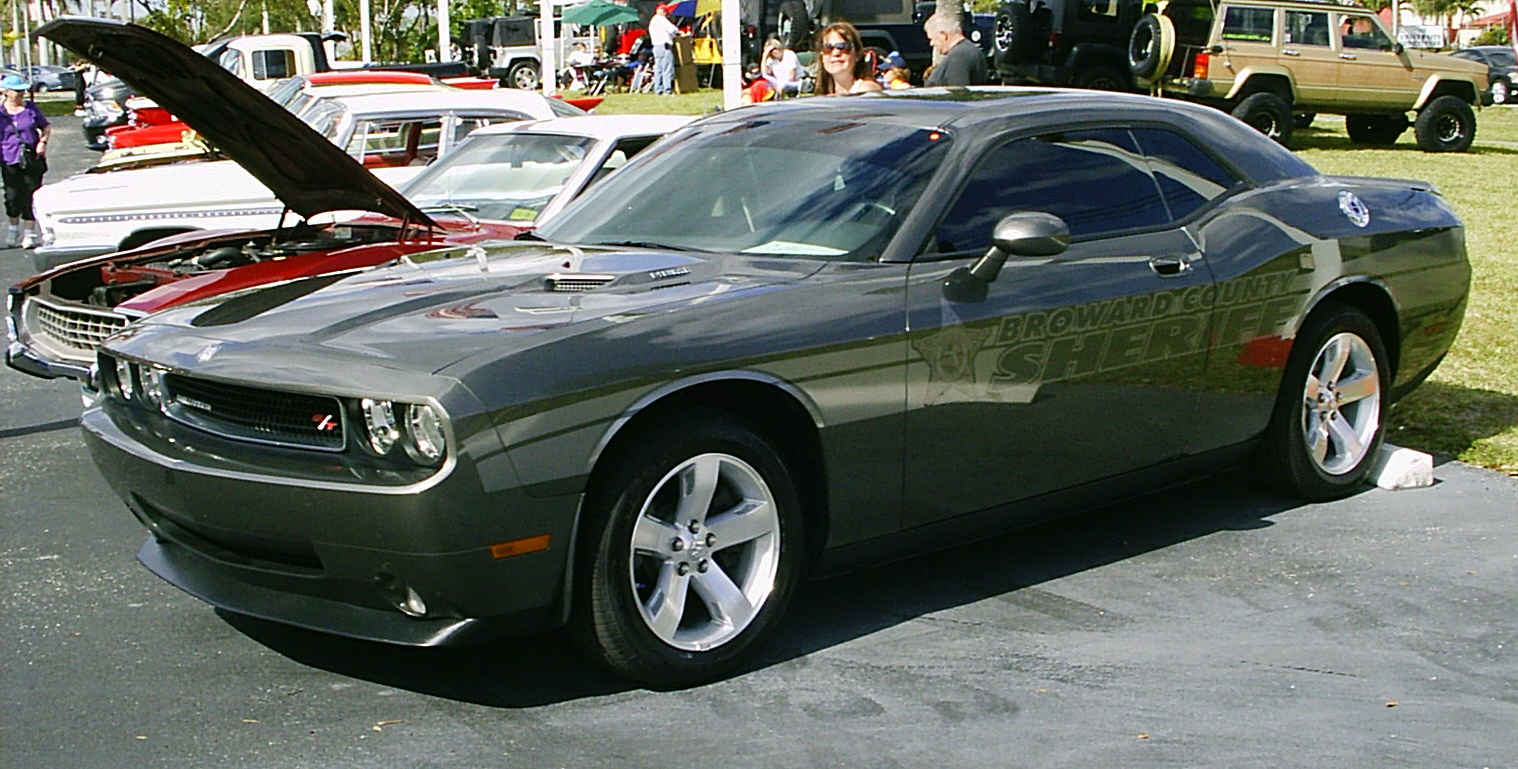
La Dodge Challenger dello sceriffo di Broward Country

Il dipartimento dello sceriffo di Broward County, in Florida, ha in dotazione una Dodge Challenger R/T equipaggiata con videocamera, sistema di identificazione Lo-Jack, lampeggianti e un impianto di comunicazione in tempo reale con le unità aeree.

### Dodge Challenger SRT Hellcat

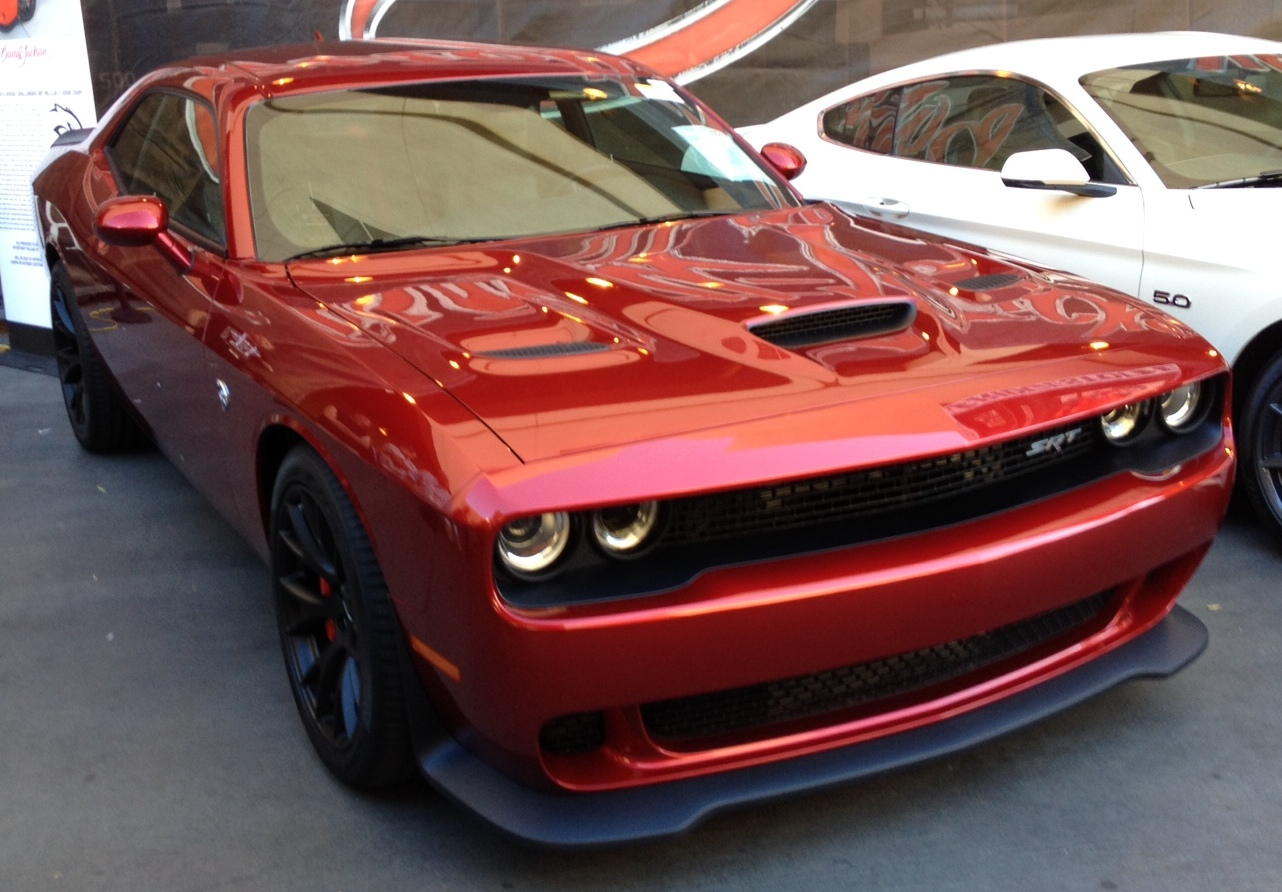
Una Dodge Challenger SRT Hellcat

Nel 2014 la divisione SRT della Chrysler, specializzata nell'elaborazione dei modelli del gruppo automobilistico statunitense, ha realizzato una versione ad alte prestazioni della Dodge Challenger. Denominata Hellcat, impiegava come propulsore un V8 6.2 HEMI sovralimentato dalla potenza di 707 cavalli con 881 Nm di coppia. Per la normale circolazione stradale, la centralina elettronica per la gestione del motore era predisposta per l'erogazione di soli 500 CV, e il massimo della potenza può essere generato solo tramite l'impiego di una speciale chiave di avviamento che, una volta riconosciuta dalla centralina, permette lo sblocco dell'intera potenza.

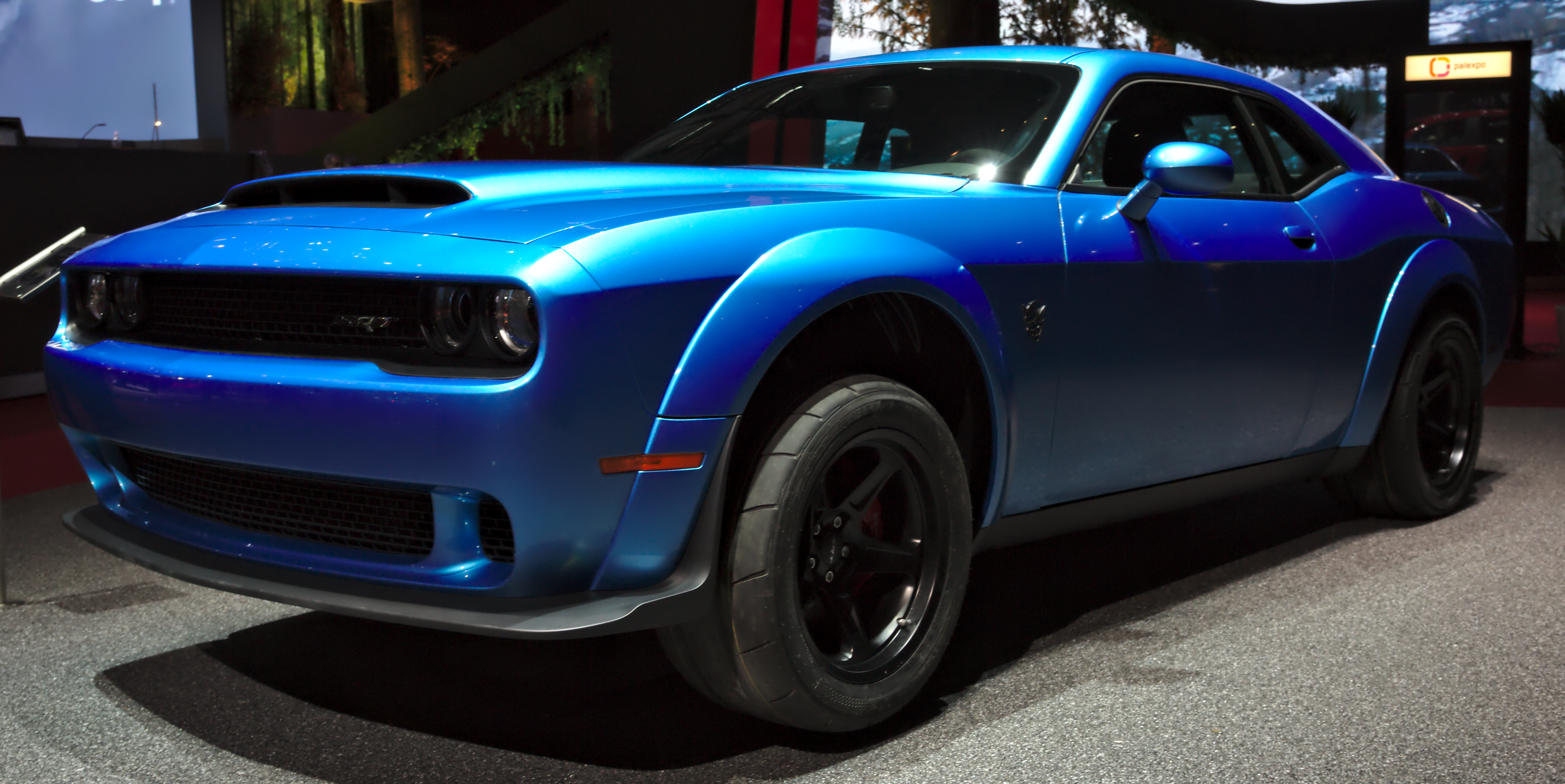
Una Dodge Challenger SRT Demon

### Dodge Challenger SRT Demon
Versione ulteriormente potenziata della Hellcat, monta lo stesso motore da 6.2 litri ma potenziato ad 840 CV grazie all'introduzione di un nuovo compressore volumetrico di dimensioni maggiori e varie migliorie al motore. Copre il quarto di miglio in 9.6 secondi circa (è stata modificata specificatamente per le drag race) e accelera da 0 a 100 km/h in 2.3 secondi. Alla partenza è in grado di impennare in prima marcia per un tratto di percorso lungo ben 89 metri. Il prezzo di lancio negli Stati Uniti è di 84.995 $.